# George IV (roi des Mosquitos)
George IV de Mosquitia, né George Frédéric Augustus le 6 mai 1801 à Spanish Town, en Jamaïque, et mort le 27 novembre 1865 à Bluefields, fut roi de la côte des Mosquitos, du 8 octobre 1841 à sa mort. 
Sous son règne, les tensions entre les républiques du Nicaragua et du Honduras ne s'apaisent pas. Après une nouvelle défaite, la Grande-Bretagne, alliée des Mosquitos, est contrainte de signer le traité de Managua, en 1860. Ce traité entraîne alors l'occupation du royaume par les armées du Nicaragua. Le roi est ainsi contraint d'accepter la présence de forces d’occupation, tout en conservant un certain pouvoir politique et une autorité symbolique. 

## Biographie

### Famille et jeunesse
Fils aîné de Robert Charles Frédéric Clarence et de son épouse Juliana Lowry Robinson, fille du général Robinson, George est né en Jamaïque en 1801, pendant l'exil de sa famille. 
En 1815, il a quatorze ans lorsque son grand-père, George Frédéric Augustus, devient roi de la Mosquitia. Moins de six ans plus tard, le royaume est annexé dans l'Empire mexicain, avant de finalement retrouver son indépendance en 1823. L'année suivante, son père, Robert, monte sur le trône. 
En tant qu'héritier de la couronne, George est marié en 1830 à l'une de ses cousines germaines, la princesse Victoria, fille du prince George William de Clarence, lui-même troisième fils de George Frédéric Augustus.  
En 1840, son père, le roi Robert Charles Frédéric, établit un testament qui instaure un conseil chargé de superviser les affaires du pays au cours des dernières années de son règne et de veiller à ce que son héritier soit averti et préparé pour le trône. Le testament accordait un pouvoir considérable au surintendant, Alexander MacDonald, qui avait le droit de nommer des conseillers et donnait au conseil le plein pouvoir d'instituer et de modifier des lois, à l'exception de la loi établissant l'Église d'Angleterre en tant que religion officielle. 

### Accession au trône
George Frédéric a 40 ans lorsque son père décède. Il hérite alors du trône sous le nom de George IV. Le surintendant MacDonald est alors à la tête des affaires du royaume et seconde le nouveau roi. Mais rapidement, le souverain écarte MacDonald et prend seul en mains les affaires du royaume, remplaçant ce dernier par l'un de ses fidèles, Patrick Walker, en tant que surintendant.  
George Frédéric est couronné à Belize le 7 mai 1845, trois ans après son avènement. L'année suivante, en 1846, il supprime le conseil de gouvernement et en nomme un nouveau, remplaçant ainsi les anciens ministres de son père par ses propres conseillers.   
Les premiers conseillers étaient nommés à des postes honorifiques et un nouveau personnel, composé d'habitants créoles de Bluefields, fut chargé de poursuivre le conseil. Le Conseil, agissant au nom du roi, a adopté un certain nombre de lois établissant une milice sous commandement local, abolissant les concessions de terres accordées par son père qui seraient illégales, ainsi que les "lois et coutumes indiennes", essentiellement judiciaires, procédures, qui devaient être traitées par des magistrats royaux.  

### Guerre contre le Nicaragua et le Honduras
Le roi a soutenu l'Angleterre et a autorisé divers surintendants à exercer leurs activités dans le royaume pour défendre ses intérêts, ce qui lui a valu un soutien politique. Dans le cadre de ce soutien, les Anglais déclarèrent un protectorat sur le royaume en 1844 et l'utilisèrent pour couvrir l'expansion des intérêts stratégiques britanniques en Amérique centrale. La plus notable de ces initiatives est peut-être l’expansion du centre du royaume au sud, d’abord à Bluefields, puis à San Juan del Norte, où le roi coopéra avec le soutien des forces navales britanniques pour expulser la garnison nicaraguayenne et l'annexion de la ville au royaume en 1848. La possession de cette ville donna au royaume de Mosquitia le contrôle d'un point important dans un canal reliant l'Atlantique et le Pacifique.
L’expansion sud a rencontré une forte résistance de la part des républiques du Nicaragua et du Honduras, ainsi que des États-Unis, qui souhaitaient limiter l’influence britannique en Amérique centrale. Des violences potentielles ont eu lieu lorsque les États-Unis et la Grande-Bretagne se sont affrontés entre 1850 et 1854 autour de San Juan del Norte, ce qui a finalement conduit l'Angleterre à renoncer à son rôle de protectorat lors du traité de Managua, en 1860. Aux termes de ce traité, la Grande-Bretagne reconnaîtrait la souveraineté du Nicaragua sur le royaume, tout en réservant à son peuple le droit à l'autonomie gouvernementale et au versement d'une allocation annuelle au roi. 

### Occupation du royaume et fin de vie
Alors que le traité était important en ce qui concerne le statut international du royaume, ni le Nicaragua ni la Grande-Bretagne n’avaient pu occuper, taxer ou percevoir de revenus sur le royaume. Par conséquent, le traité avait peu de signification interne, ni pour les habitants ni pour le roi. En 1861, George Frédéric convoqua un conseil pour promulguer ce qui équivalait à une nouvelle constitution. Il reconnaissait les frontières établies par le traité de Managua, rappelait les lois en vigueur adoptées en 1846 et établissait un organe de gouvernement à deux niveaux, le pouvoir étant exercé par des représentants élus qualifiés. Ce système permettait un partage du pouvoir entre la population principalement créole et la population autochtone.
Le roi meurt le 27 novembre 1865 à l'âge de 64 ans, laissant son fils aîné, Guillaume, lui succéder sur le trône.  